# Ольшовский, Анджей
А́нджей Ольшо́вский (27 января 1621, Ольшова — 29 августа 1677, Гданьск) — римско-католический и государственный деятель Речи Посполитой, епископ хелминский (1661—1674), архиепископ гнезненский и примас Польши (1674—1677), подканцлер коронный (1666—1676), оратор и политический писатель.

## Биография
Представитель польского шляхетского рода Ольшовских герба «Прус II». Старший сын Валериана Ольшовского (1587—1680), внука каштеляна спицимирского и подстолия велюнского Анджея Фрича-Моджевского, и Софии из Дунинов, дочери Кшиштофа и Софии Конецпольских. Младшие братья — Иероним, Николай и Сигизмунд. Вероятно, ещё в детстве был предназначен родителями к духовному сану, получил образование в иезуитском коллегиуме в Калише, а затем в Краковской Академии. После окончания учёбы остался у своего двоюродного деда, каноника гнезненского Николая Конецпольского, который готовил его к принятию сана священника.
В 1642 году Кшиштоф Конецпольский назначил Анджея Ольшовского своим коадъютором. В том же году он был отправлен отцом на учёбу в Италию, где изучал в 1643—1645 годах изучал науки в римском университете Ла Сапиенца, где получил степень доктора права. В Риме он был рукоположен в священники, а в апреле 1644 года после отставки Кшиштофа Конецпольского стал каноником гнезненским. Он также посетил Падую, Неаполь и Милан. После короткого пребывания во Франции, в начале 1646 года, вернулся в Польшу в свите новой жены короля Владислава IV, королевы Марии Луизы Гонзага. После возвращения на родину при поддержке примаса Матея Лубенского и каноника краковского Анджея Тршебицкого попал к о двору примаса Польши. В 1648 году после перехода Анджея Тршебицкого на королевскую службу Анджей Ольшовский стал канцлером примаса. В 1652 году после смерти примаса Матея Лубенского Анджей Ольшовский, следуя по пути своего бывшего покровителя, перешел на королевский двор, где благодаря поддержки королевы сделал себе карьеру.
Во время Шведского потопа, скорее всего, находился вместе с королём в Силезии. Прорывом в карьере Ольшовского стал 1658 года, когда он по инициативе королевы был отправлен в качестве депутата на избрание германского императора во Франкфурт-на-Майне, где подал жалобу на действия австрийских союзных войск, находящихся в Польше. Осенью 1659 года Анджей Ольшовский также был отправлен в Вену, где вел переговоры о выводе австрийских войск из Речи Посполитой.
В награду за свою службу в начале 1660 года Анджей Ольшовский получил должность референдария коронного. Вероятно, он вошел тогда в тесный круг сподвижников королевы Марии Луизы, разработавший проведения государственных реформ. 23 февраля 1661 года польский король Ян II Казимир назначил Анджея Ольшовского епископом хелминским. Он был утвержден в должности папой римским 8 августа того же года, а 2 февраля 1662 года Анджей Ольшовский вступил в управление епархией. Занимался восстановлением Хелминской епархии, разрушенной во время Шведского потопа и оживлением религиозной жизни. Участвовал в реконструкции нескольких храмов, отобрал из рук протестантов церковь Святого Якуба в Торуни (1657) и передал её бенедиктинцам, в Торуни возобновил процессии Божьего Тела.
В 1667 году Анджей Ольшовский был назначен членом Коронного Скарбового Трибунала. В сенате он неожиданно для всех не стал поддерживать планы реформирования королевского двора, представленные на сеймах в 1661 и 1662 годах. В 1664 года на сейме он защищал маршалка великого коронного Ежи Себастьяна Любомирского, обвиняемого в измене. Во время рокоша Любомирского Анджей Ольшовский уехал на лечение в Шварцбах на Майнце. Отказ короля Яна Казимира от реформ позволил ему продолжить карьеру. После возвращения на родину в конце 1666 года Анджей Ольшовский получил должность подканцлера коронного.
После отречения короля Яна II Казимира в 1668 году Анджей Ольшовский поддерживал кандидатуру французского принца Луи де Конде, затем сыграл большую роль в избрании на польский королевский трон Михаила Корибута Вишневецкого. Во время правления Михаила Вишневецкого и в начале правления Яна III Собеского (2 февраля 1676 года короновал его в Вавельском соборе) Анджей Ольшовский имел большое влияние на политику этих двух монархов. В 1674 году от Хелминского воеводства участвовал в элекционном сейме, где новым королём Речи Посполитой был избран Ян III Собеский.
29 августа 1677 года 56-летний Анджей Ольшовский скончался в Гданьске. В своём завещании он передавал своё имущество (80 тысяч злотых) на строительство католического храма в протестантском Гданьске. На эти деньги была построена Королевская часовня в Гданьске. Надгробие примаса находится в кафедральном соборе Гнезно. Надгробие Вариана Ольшовского (отца примаса) находится в костёле Святого Вавринца в Стольце. Примас был похоронен в Гнезненском кафедральном соборе.